# Mecanismo de Higgs

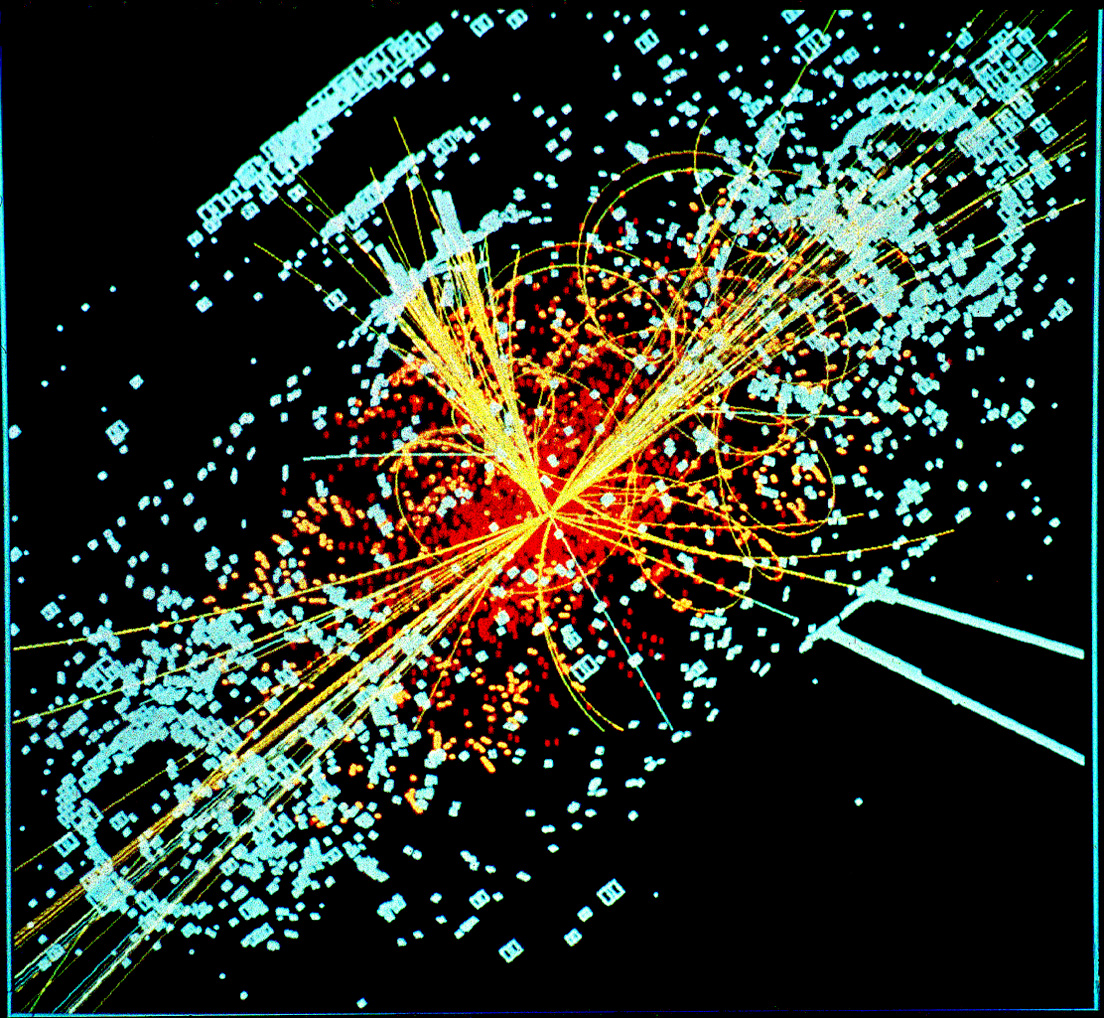
Datos simulados modelados para el detector de partículas CMS donde se muestra la producción, al colisionar dos protones, de un bosón de Higgs que decae en dos chorros de hadrones y dos electrones

En física de partículas, el mecanismo de Brout–Englert–Higgs o mecanismo de Englert–Brout–Higgs–Guralnik–Hagen–Kibble, es uno de los posibles mecanismos para producir la ruptura espontánea de simetría electrodébil en una teoría de gauge invariante. Permitió establecer la unificación entre la teoría electromagnética y la teoría nuclear débil, que se denominó teoría del campo unificado, por la que obtendrían el premio Nobel en el año 1979 Steven Weinberg, Sheldon Lee Glashow y Abdus Salam.
El mecanismo de Higgs es el proceso que da masa a las partículas elementales. Las partículas ganan masa interactuando con el campo de Higgs que permea todo el espacio. Más precisamente, en una teoría de gauge, el mecanismo de Higgs dota con masa a los bosones de gauge a través de la absorción de los bosones de Nambu–Goldstone derivados de la ruptura espontánea de simetría.
La implementación más simple del mecanismo agrega un campo de Higgs extra a la teoría de gauge. La ruptura espontánea de la simetría local subyacente desencadena la conversión de los componentes de este campo de Higgs a bosones de Goldstone que interactúan (al menos algunos de ellos) con los demás campos de la teoría, con el fin de producir términos de masas para (al menos algunos de) los bosones de gauge. Este mecanismo también puede dejar detrás partículas escalares elementales (spin-0), conocidas como bosones de Higgs.
En el modelo estándar, la expresión «mecanismo de Higgs» se refiere específicamente a la generación de masas para los bosones débiles de gauge, W±, y Z a través de la simetría electrodébil.
El mecanismo fue propuesto en 1962 por Philip Warren Anderson. El modelo relativista fue desarrollado en 1964 por tres grupos independientes: Robert Brout y Francois Englert; Peter Higgs; y Gerald Guralnik, C. R. Hagen y Tom Kibble. El 4 de julio de 2012 el Gran colisionador de hadrones (LHC) en el CERN anunció resultados consistentes con la partícula de Higgs, pero subrayó que son necesarias más pruebas para confirmar el mecanismo completo.

## Historia y denominación

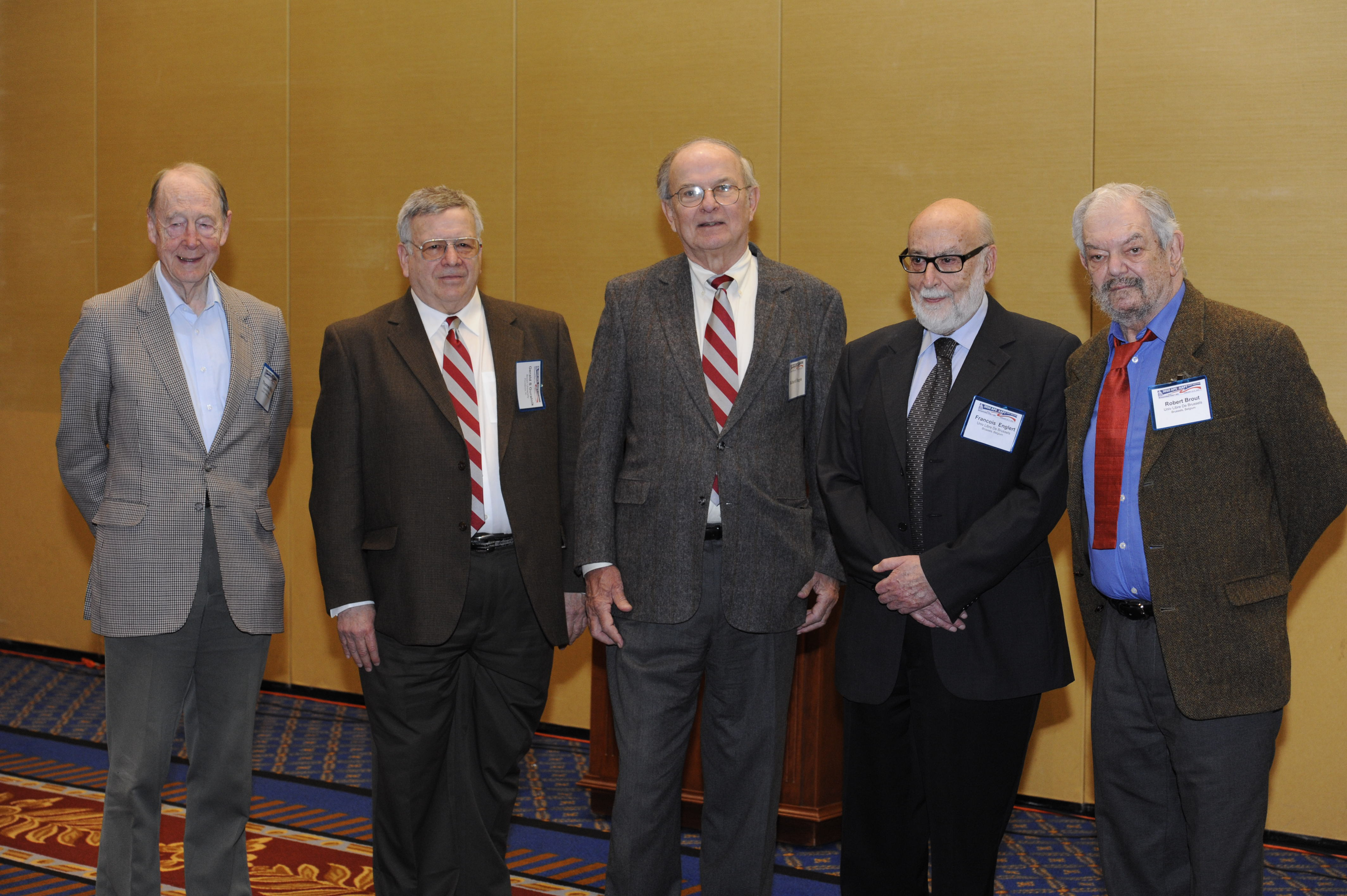
2010 APS J.J. Sakurai Premio - Kibble, Guralnik, Hagen, Englert, Brout

Este mecanismo también es conocido como mecanismo de Brout–Englert–Higgs, mecanismo de Higgs–Brout–Englert–Guralnik–Hagen–Kibble, o mecanismo de Anderson–Higgs. En 1964 fue inicialmente propuesto por Robert Brout y François Englert, e independientemente por Peter Higgs y por Gerald Guralnik, C. R. Hagen, y Tom Kibble. Fue inspirado en la Teoría BCS de rompimiento de simetría en superconductividad basado en Teoría Ginzburg-Landau, los trabajos de la estructura del vacío de Yoichiro Nambu, y las ideas de Philip Anderson según las cuales la superconductividad podía ser relevante en la relatividad, el electromagnetismo y otros fenómenos clásicos. El nombre de mecanismo de Higgs le fue dado por Gerardus 't Hooft en 1971. Los tres artículos originales de Guralnik, Hagen, Kibble, Higgs, Brout, y Englert en los que se propone este mecanismo fueron reconocidos como fundamentales en la celebración del 50 aniversario de la revista Physical Review Letters.

## Campos y partículas
La segunda mitad del siglo XX fue un tiempo de descubrimiento de nuevas partículas elementales, nuevas fuerzas y, sobre todo, nuevos campos. El espacio puede llenarse con una amplia variedad de influencias invisibles que tienen todo tipo de efectos sobre la materia ordinaria. De todos los nuevos campos que se descubrieron, el que tiene más que enseñarnos sobre el paisaje es el campo de Higgs. Existe una relación general entre partículas y campos. Por cada tipo de partícula de la naturaleza hay un campo y por cada tipo de campo hay una partícula. Así campos y partículas llevan el mismo nombre. El campo electromagnético podría denominarse campo de fotones. El electrón tiene un campo, también lo tienen el cuark, el gluón y cada miembro del reparto de personajes del modelo estándar, incluida la partícula de Higgs.

## El campo de Higgs
En la concepción del Modelo estándar de física de partículas, el bosón de Higgs así como otros bosones (encontrados ya experimentalmente) y ligados en esta teoría, se interpretan desde el Bosón de Goldstone donde cada parte de la ruptura de simetría genera un campo, para el cual los elementos que viven en este campo son sus respectivos bosones. Existen teorías creadas a partir del miedo de la no existencia del bosón de Higgs donde no es necesaria su aparición. El campo de Higgs es el ente matemático donde existe, su interpretación con la teoría es el producto de él con los otros campos que sale por el mecanismo de ruptura; este producto nos da el acople y la interacción de él; con esta interacción con los otros campos legamos la característica de generador de masa.
(ver Campo de Higgs)

## Formulación matemática
Introducimos un campo adicional Φ cuyo efecto final será fijar un potencial de autointeracción , una ruptura espontánea de simetría electrodébil (por lo que el grupo de simetría cambiará SU(2)L × U(1)Y → U(1)em). Debido a las condiciones que se exigen a la teoría será un doblete (de SU(2)L) de campos escalares complejos (doblete de Higgs):

{\displaystyle \Phi (x)={\left({\begin{matrix}\phi ^{+}\\\phi ^{0}\end{matrix}}\right)}={\frac {1}{\sqrt {2}}}{\left({\begin{matrix}\phi _{1}+\mathrm {i} \phi _{2}\\\phi _{3}+\mathrm {i} \phi _{4}\end{matrix}}\right)}}

## Dobletes de Higgs

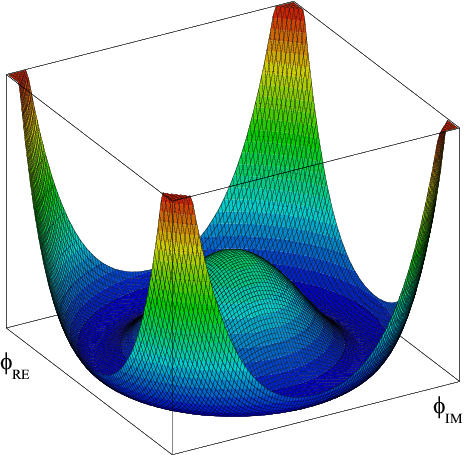
Potencial de doble pozo en una teoría de campos con ruptura espontánea de simetría.

El número total de entradas (número dimensional del vector) de Higgs no está determinado por la teoría y podría ser cualquiera. No obstante la versión mínima del SM posee uno solo de estos dobletes.
El sistema vendrá entonces descrito por un lagrangiano de la forma:
{\displaystyle {\mathcal {L}}_{SBS}=({\mathcal {D}}_{\mu }\Phi )^{\dagger }({\mathcal {D}}^{\mu }\Phi )-V(\Phi )}
tal que:
{\displaystyle V(\Phi )=\mu ^{2}\Phi ^{\dagger }\Phi +\lambda (\Phi ^{\dagger }\Phi )^{2}}
donde V(Φ) es el potencial renormalizable (y por tanto que mantiene la invarianza gauge) más sencillo. Para que se produzca ruptura espontánea de simetría es necesario que el valor esperado del campo de Higgs en el vacío sea no nulo. Para λ > 0, si μ2 < 0, el potencial posee infinitas soluciones no nulas (ver figura 1), en las cuales sólo la norma del campo de Higgs está definida:
{\displaystyle |\Phi |^{2}=\Phi ^{\dagger }\Phi =-{\frac {\mu ^{2}}{2\lambda }}={\frac {\upsilon ^{2}}{2}}}

## Estado fundamental
El estado fundamental está, por consiguiente, degenerado y no es invariante bajo cualquier transformación de grupo de simetría original SU(2)L × U(1)Y, sin embargo, el estado fundamental sí será invariante bajo un grupo de simetría menor U(1)em (que de hecho es sólo un subgrupo del grupo anterior). El hecho de que el grupo de simetría antes de la introducción del bosón o campo de Higgs fuera SU(2)L × U(1)Y y tras la introducción del mismo sea un grupo menor U(1)em, es expresado por los físicos teóricos diciendo que «el bosón de Higgs rompe la simetría SU(2)L × U(1)Y en U(1)em» (que equivale a lo que se ha expresado de manera un poco más formalmente antes).
El valor de υ indica la escala de energía a la que se produce la ruptura de la simetría electrodébil. La ruptura SU(2)L × U(1)Y --> U(1)em se produce cuando se selecciona un estado del vacío concreto. La elección habitual es aquella que hace que φ3 sea no nulo:
{\displaystyle \Phi (x)={\left({\begin{matrix}\phi ^{+}\\\phi ^{0}\end{matrix}}\right)}\longrightarrow {\frac {1}{\sqrt {2}}}{\left({\begin{matrix}0\\\upsilon \end{matrix}}\right)}}

## Espectro de partículas
El espectro de partículas físicas resultantes se construye realizando pequeñas oscilaciones en torno al vacío, que pueden ser parametrizadas en la forma:
{\displaystyle \Phi (x)={\frac {1}{\sqrt {2}}}\,e^{\mathrm {i} {\frac {{\vec {\xi }}(x)\cdot {\vec {\tau }}}{\upsilon }}}{\left({\begin{matrix}0\\\upsilon +\mathrm {h} (x)\end{matrix}}\right)}}
donde el vector {\displaystyle {\vec {\xi }}(x)} y el escalar h(x) son campos pequeños correspondientes a los cuatro grados de libertad reales del campo. Los tres campos {\displaystyle {\vec {\xi }}(x)} son los bosones de Goldstone, de masa nula, que aparecen cuando una simetría continua es rota por el estado fundamental (teorema de Goldstone).
En este punto aún tenemos 4 bosones gauge (Wiμ(x) y Bμ(x)) y 4 escalares ({\displaystyle {\vec {\xi }}(x)} y h(x)), todos ellos sin masa, lo que equivale a 12 grados de libertad (conviene notar que un bosón vectorial de masa nula posee dos grados de libertad, mientras que un bosón vectorial masivo adquiere un nuevo grado de libertad debido a la posibilidad de tener polarización longitudinal: 12 = 4 [bosones vectoriales sin masa] × 2 + 4 [escalares sin masa]). P. W. Higgs fue el primero en darse cuenta de que el teorema de Goldstone no es aplicable a teorías gauge, o al menos puede ser soslayado mediante una conveniente selección de la representación. Así, basta con escoger una transformación: 
{\displaystyle U(\xi )=e^{-\mathrm {i} {\frac {{\vec {\xi }}(x)\cdot {\vec {\tau }}}{\upsilon }}}}
de forma que:
{\displaystyle {\begin{matrix}\Phi ^{\prime }&=&U(\xi )\Phi ={\frac {1}{\sqrt {2}}}{\left({\begin{matrix}0\\\upsilon +\mathrm {h} (x)\end{matrix}}\right)}\qquad \ \ \ \ \ \ \ \ \ \ \ \ \ \ \\\left({\frac {{\vec {\tau }}\,{\vec {\mathrm {W} }}_{\mu }^{\prime }}{2}}\right)&=&U(\xi )\left({\frac {{\vec {\tau }}\,{\vec {\mathrm {W} }}_{\mu }}{2}}\right)U^{-1}(\xi )-{\frac {\mathrm {i} }{g}}(\partial _{\mu }U(\xi ))U^{-1}(\xi )\\\mathrm {B} _{\mu }^{\prime }&=&\mathrm {B} _{\mu }\qquad \ \ \ \ \ \ \ \ \ \ \ \ \ \ \ \ \ \ \ \ \ \ \ \ \ \ \ \ \ \ \ \ \ \ \ \ \ \ \ \ \ \ \end{matrix}}}
con lo cual desaparecen los tres campos de Higgs no físicos {\displaystyle {\vec {\xi }}(x)}. Debemos aplicar estas transformaciones sobre la suma de las Lagrangianas para bosones y fermiones:
{\displaystyle {\mathcal {L}}={\mathcal {L}}_{bos.}+{\mathcal {L}}_{ferm.}+{\mathcal {L}}_{SBS}}
Al final del proceso, tres de los cuatro bosones gauge adquieren masa al absorber cada uno de los tres grados de libertad eliminados del campo de Higgs, gracias a los acoplamientos entre los bosones gauge y el campo Φ presentes en la componente cinética de la Lagrangiana SBS:
{\displaystyle ({\mathcal {D}}_{\mu }\Phi )^{\dagger }({\mathcal {D}}^{\mu }\Phi )={\frac {\upsilon ^{2}}{8}}[\mathrm {g} ^{2}(W_{1\mu }^{2}+W_{2\mu }^{2})+(\mathrm {g} W_{3\mu }-\mathrm {g} ^{\prime }B_{\mu })^{2}]}
Por otro lado, el vacío de la teoría debe ser eléctricamente neutro, razón por la que no existe ningún acoplamiento entre el fotón y el campo de Higgs, h(x), de forma que aquel mantiene una masa nula. Al final, obtenemos tres bosones gauge masivos (W±μ, Zµ), un bosón gauge sin masa (Aμ) y un escalar con masa (h), por lo que seguimos teniendo 12 grados de libertad (del mismo modo que antes: 12 = 3[bosones vectoriales masivos] × 3 + 1[bosón vectorial sin masa] × 2 + 1[escalar]). Los estados físicos de los bosones gauge se expresan entonces en función de los estados originales y del ángulo de mezcla electrodébil {\displaystyle \theta _{\mathrm {W} }}:
{\displaystyle {\begin{matrix}\mathrm {W} _{\mu }^{\pm }&=&{\frac {1}{\sqrt {2}}}(\mathrm {W} _{\mu }^{1}\mp \mathrm {W} _{\mu }^{2})\qquad \ \ \ \ \\\mathrm {Z} _{\mu }&=&\cos {\theta _{\mathrm {W} }}\mathrm {W} _{\mu }^{3}-\sin {\theta _{\mathrm {W} }}\mathrm {B} _{\mu }\\\mathrm {A} _{\mu }&=&\sin {\theta _{\mathrm {W} }}\mathrm {W} _{\mu }^{3}+\cos {\theta _{\mathrm {W} }}\mathrm {B} _{\mu }\end{matrix}}}

## Ángulo de mezcla
El ángulo de mezcla {\displaystyle \theta _{\mathrm {W} }}, se define en función de las constantes de acoplamiento débil, g, y electromagnética, g´, según:
{\displaystyle \tan {\theta _{\mathrm {W} }}\equiv {\frac {\mathrm {g} ^{\prime }}{\mathrm {g} }}}
Las predicciones de las masas de los bosones a nivel de árbol son:
{\displaystyle {\begin{matrix}\mathrm {M_{W}} &=&{\frac {1}{2}}\mathrm {g} \upsilon \qquad \ \ \ \ \ \\&&\\\mathrm {M_{Z}} &=&{\frac {1}{2}}\upsilon {\sqrt {\mathrm {g} ^{2}+{\mathrm {g} ^{\prime }}^{2}}}\end{matrix}}}
donde (e es la carga eléctrica del electrón):
{\displaystyle {\begin{matrix}\mathrm {g} &=&{\frac {e}{\sin {\theta _{\mathrm {W} }}}}\\\mathrm {g} ^{\prime }&=&{\frac {e}{\cos {\theta _{\mathrm {W} }}}}\end{matrix}}}

## Masa del bosón de Higgs
La masa del bosón de Higgs se expresa en función de λ y del valor de la escala de ruptura de simetría, υ, como:
{\displaystyle \mathrm {m_{H}^{2}} =2\lambda \upsilon ^{2}}
La medida de la anchura parcial de la desintegración:
{\displaystyle \mu \rightarrow \nu _{\mu }{\bar {\nu _{\mathrm {e} }}}\mathrm {e} }
a bajas energías en el SM permite calcular la constante de Fermi, GF, con gran precisión. Y puesto que:
{\displaystyle \upsilon =({\sqrt {2}}\mathrm {G_{F}} )^{-{\frac {1}{2}}}}
se obtiene un valor de υ = 246 GeV. No obstante el valor de λ es desconocido y por tanto la masa del bosón de Higgs en el SM es un parámetro libre de la teoría.

## Bosones gauge y fermiones
Análogamente al caso de los bosones gauge, los fermiones adquieren masa mediante los denominados acoplamientos de Yukawa, que se introducen a través de una serie de nuevos términos en la Lagrangiana:
{\displaystyle {\mathcal {L}}_{YW}=\lambda _{\mathrm {e} }{\bar {\ell }}_{L}\Phi \mathrm {e} _{R}+\lambda _{\mathrm {u} }{\bar {\mathrm {q} }}_{L}{\tilde {\Phi }}\mathrm {u} _{R}+\lambda _{\mathrm {d} }{\bar {\mathrm {q} }}_{L}\Phi \mathrm {d} _{R}+{\mbox{h.c. + 2ª y 3ª familias}}}
donde:
{\displaystyle {\begin{matrix}\ell _{L}&=&{\left({\begin{matrix}\mathrm {e} \\\nu _{\mathrm {e} }\end{matrix}}\right)}_{L},{\left({\begin{matrix}\mu \\\nu _{\mu }\end{matrix}}\right)}_{L},{\left({\begin{matrix}\tau \\\nu _{\tau }\end{matrix}}\right)}_{L}\\&&\\\mathrm {q} _{L}&=&{\left({\begin{matrix}\mathrm {u} \\\mathrm {d} \end{matrix}}\right)}_{L},{\left({\begin{matrix}\mathrm {c} \\\mathrm {s} \end{matrix}}\right)}_{L},{\left({\begin{matrix}\mathrm {t} \\\mathrm {b} \end{matrix}}\right)}_{L}\end{matrix}}}
Del mismo modo que antes, se aplica la transformación sobre la parte levógira de los fermiones, mientras que la parte dextrógira no se transforma:
{\displaystyle \ell '_{L}=U(\xi )\ell _{L};\qquad \ \ \ \mathrm {e} '_{R}=\mathrm {e} _{R}}
{\displaystyle \mathrm {q} '_{L}=U(\xi )q_{L};\qquad \ \ \ \mathrm {u} '_{R}=\mathrm {u} _{R};~\mathrm {d} '_{R}=\mathrm {d} }
Y finalmente se obtienen las masas de los fermiones según:
{\displaystyle {\begin{matrix}\mathrm {m} _{\mathrm {e} }&=&\lambda _{\mathrm {e} }{\frac {\upsilon }{\sqrt {2}}}\\\mathrm {m} _{\mathrm {u} }&=&\lambda _{\mathrm {u} }{\frac {\upsilon }{\sqrt {2}}}\\\mathrm {m} _{\mathrm {d} }&=&\lambda _{\mathrm {d} }{\frac {\upsilon }{\sqrt {2}}}\\...\end{matrix}}}
Es conveniente hacer notar en este punto que la determinación de la masa del bosón de Higgs no explica directamente las masas fermiónicas ya que dependen de las nuevas constantes λe, λu, λd,... Por otro lado, se deduce también el valor de los acoplamientos del bosón de Higgs con los distintos fermiones y bosones, los cuales son proporcionales a las constantes de acoplamiento gauge y a la masa de cada partícula.